# Jean Seitlinger
Jean Seitlinger [sɛtlɛ̃ʒe] est un avocat et homme politique français né le 16 novembre 1924 à Saint-Louis-lès-Bitche et mort le 2 septembre 2018 à Rohrbach-lès-Bitche.

## Biographie

### Jeunesse et carrière professionnelle
Jean Seitlinger est issu d'une famille modeste de Saint-Louis-lès-Bitche, village ouvrier de Moselle. Il parvient cependant à faire des études et devient tour à tour professeur d'anglais dans un lycée français en Autriche et avocat au barreau de Sarreguemines (Moselle). Sa langue maternelle est le francique lorrain, un dialecte de l'allemand. Ce n'est qu'à l'école qu'il apprend le français. Jean Seitlinger soulignera d'ailleurs à plusieurs reprises durant sa carrière politique la chance qu'il a eu de naître dans un environnement bilingue. Sa maîtrise parfaite de l'allemand et de l'anglais lui a permis en effet de se spécialiser à l'Assemblée nationale et au Parlement européen dans les relations internationales.

### Carrière politique
- secrétaire général du Parti populaire européen (PPE) de sa création en 1976 à 1983.
- député européen.
- membre du Conseil de l'Europe.
- député de la Moselle de 1956 à 1962 puis de 1973 à 1997.
- conseiller régional.
- conseiller général du canton de Rohrbach-lès-Bitche jusqu'en 1994.
- maire de Rohrbach-lès-Bitche de 1977 à 1995.
- membre du comité d'honneur de l'Association France-Israël.

De 1956 à 1997, sous l'étiquette du CDS, il a été l'un des principaux acteurs de la vie politique de l'Est-mosellan. Il a fondé le Centre d'études européennes de Scy-Chazelles en Moselle et membre du conseil d'administration de la Fondation Robert-Schuman dont il est l'un des fondateurs. Il a en effet rencontré Robert Schuman au début des années 1950 dont il devient très proche, à tel point que Robert Schuman lui propose d'être sur sa liste aux élections législatives de 1956, permettant ainsi à Jean Seitlinger d'être élu député pour la première fois à 31 ans, devenant ainsi l'un des plus jeunes députés de la législature.
Vice-président de la Commission des Affaires Étrangères de l'Assemblée nationale à plusieurs reprises, il est l'instigateur du deuxième sommet des chefs d'État et de gouvernement des États membres du Conseil de l'Europe qui s'est réuni les 10 et 11 octobre 1997 à Strasbourg.
Durant la campagne pour l'élection présidentielle de 2007, il a décidé d'apporter son soutien à Nicolas Sarkozy.
Il a ensuite rejoint le Nouveau Centre.

### Controverse en 1986 concernant sa possible nomination ministérielle
En 1986, le Premier ministre Jacques Chirac souhaite faire de Jean Seitlinger son ministre délégué aux affaires européennes. Jean Seitlinger rencontre cependant l'hostilité des souverainistes du RPR qui ne veulent pas d'"un fils spirituel de Robert Schuman" aux affaires européennes. Après plusieurs mois de controverses pendant lesquels Jacques Chirac ne nomme pas de ministre aux affaires européennes pour ne pas froisser Jean Seitlinger, il décide finalement de nommer Bernard Bosson à ce poste.

## Détail des mandats et fonctions

### Fonctions parlementaires
- 1956 - 1958 : élu député de la 5e circonscription de la Moselle
- 1958 - 1962 : réélu député de la 5e circonscription de la Moselle
- 1973 - 1978 : réélu député de la 5e circonscription de la Moselle
- 1978 - 1981 : réélu député de la 5e circonscription de la Moselle
- 1981 - 1986 : réélu député de la 5e circonscription de la Moselle
- 1986 - 1988 : réélu député de la 5e circonscription de la Moselle
- 1988 - 1993 : réélu député de la 5e circonscription de la Moselle
- 1993 - 1997 : réélu député de la 5e circonscription de la Moselle

### Fonctions électives locales

#### Conseil général de la Moselle
- 1958 - 1964 : élu conseiller général du canton de Rohrbach-les-Bitche
- 1976 - 1982 : réélu conseiller général du canton de Rohrbach-les-Bitche
- 1982 - 1988 : réélu conseiller général du canton de Rohrbach-les-Bitche
- 1988 - 1994 : réélu conseiller général du canton de Rohrbach-les-Bitche

#### Mairie de Rohrbach-les-Bitche
- 1977 - 1983 : élu maire de Rohrbach-les-Bitche
- 1983 - 1989 : réélu maire de Rohrbach-les-Bitche
- 1989 - 1995 : réélu maire de Rohrbach-les-Bitche

### Fonctions européennes

#### Parlement européen
- 1979 - 1984 : élu député européen sur la liste de Simone Veil.

## Honneur
Le 9 juin 2013, le collège de Rohrbach-lès-Bitche fut baptisé du nom de Jean Seitlinger, le conseil général de la Moselle ayant décidé de cette dénomination à l'unanimité de ses membres le 17 mars 2013.

## Publication
Son autobiographie vient d'être publiée aux éditions Serpenoise : Jean Seitlinger. Mémoires d'un Européen. Son autobiographie a été préfacée par l'un de ses amis de toujours, le botaniste et écologiste, Jean-Marie Pelt et postfacée par un autre de ses amis, le président de la République de Bulgarie, Gueorgui Parvanov.

### Sources
- Rohrbach-lès-Bitche et son canton. - Joël Beck. 1988.
- Le canton de Rohrbach-lès-Bitche. - Joël Beck. 2004.